# Nacionalismo naga
El nacionalismo naga es una ideología que apoya la autodeterminación del pueblo naga en la India (principalmente en Nagaland y las regiones vecinas) y Birmania, y el fomento de la cultura naga.

## Formación de la identidad nacionalista
Algunos grupos Naga comparten una creencia común de su etnogénesis como personas distintas: estos grupos incluyen Angami, Sema, Rengma, Lotha, Zeme, Liangmei y Rongmei. Según esta creencia, los antepasados de los Nagas vivieron en armonía juntos en un lugar llamado Mahkel (identificado con la actual aldea Mao de Makhel en Manipur, y, alternativamente, se cree que está cerca del río Chindwin en la actualidad Myanmar). A medida que su población creció, decidieron separarse y extenderse fuera de Makhel. Según la fe de Heraka, los pueblos Naga juraron que volverían a unirse y vivirían como un reino. 
Sin embargo, cuando los británicos llegaron a la India, las diversas tribus Naga no tenían una identidad nacional común. El término "Naga" era un exónimo vagamente definido, que se refería a las diferentes tribus en el actual Nagaland y sus alrededores. Las diferentes tribus hablaban idiomas mutuamente ininteligibles y tenían culturas distintas, pero están inextricablemente interrelacionadas. Cada aldea Naga era un estado soberano gobernado por ancianos tribales.
Las disputas internas, las guerras y las campañas de caza de cabezas eran comunes entre las tribus Naga. Los británicos capturaron varios territorios Naga y los consolidaron bajo el Distrito Naga Hills de Assam. Durante el dominio británico, misioneros como Miles Bronson y Edwin W. Clark introdujeron el cristianismo en el área, cambiando en gran medida el tejido social y político de la sociedad local. La identidad cristiana común condujo a la paz y la unidad entre las diversas tribus Naga. El nagamese desarrolló como un lenguaje de enlace para la comunicación entre tribus. 

## Club Naga
Durante la revuelta de Kuki (1917-1919) y la Primera Guerra Mundial (1914-1918), el gobierno británico reclutó a varios trabajadores y cargadores de las tribus Naga. Como parte del cuerpo de trabajo, alrededor de 2000 nagas fueron enviados a Francia, donde, alienados de las otras tropas indias británicas, desarrollaron un sentido de unidad. Acordaron que después de regresar a su tierra natal, trabajarán para lograr la unidad y la amistad entre las diversas tribus Naga. Estos Nagas, junto con los funcionarios británicos, formaron el Club Naga en 1918.
Este club proporcionó la base sociopolítica para el movimiento nacionalista Naga. En 1929, el Club presentó un memorando a la Comisión Simon, solicitando que se les diera a los Nagas una opción de autodeterminación después de la salida británica de la India.

## Movimiento Heraka
Heraka fue un movimiento religioso dirigido por Haipou Jadonang y su sucesor Rani Gaidinliu, que buscó establecer el legendario reino del pueblo Naga durante 1929-33. Los dos tenían como objetivo crear un sentimiento de nacionalismo religioso entre los Nagas, principalmente las tribus Zeliangrong (Zeme, Liangmei y Rongmei, incluido Inpui-Kabui). Lanzaron una lucha de independencia contra los británicos y buscaron establecer la solidaridad y la unidad entre tribus. Sin embargo, el movimiento no se extendió fuera de las tres tribus Zeliangrong debido a su actitud antagónica hacia los conversos cristianos y los Kukis. El movimiento también se convirtió en un levantamiento político contra los británicos, lo que llevó al Gobierno a tomar medidas drásticas contra él. 

## Consejo Nacional Naga
En 1945, C. R. Pawsey, el comisionado adjunto del Distrito de Naga Hills, estableció el Consejo Tribal del Distrito de Naga Hills como un foro de los diversos grupos Naga. Este organismo reemplazó al Club Naga, y un año después, se convirtió en una organización política llamada Consejo Nacional Naga (CNN). El CNN inicialmente exigió autonomía dentro de la Unión India y un electorado separado. Sin embargo, más tarde, bajo el liderazgo de Angami Zapu Phizo, adoptó una perspectiva secesionista e hizo campaña por la creación de un estado soberano Naga. El CNN declinó a medida que se desarrollaron diferencias entre Phizo y otros líderes, y Phizo consiguió que asesinaran al secretario del CNN T. Sakhrie en enero de 1956.

## Formación de Nagaland
Después de una serie de conflictos armados y misiones de paz, el Gobierno de la India acordó crear el Área Naga Hills Tuensang (NHTA), un territorio de la Unión con un alto grado de autonomía. Después de más protestas, violencia y discusiones diplomáticas, el Gobierno reconoció a Nagaland como un Estado de pleno derecho dentro de la Unión de la India. Desde entonces, el nacionalismo naga ha coexistido con el nacionalismo indio. Nagaland registró más del 87% de participación electoral en las elecciones generales indias de 2014, que fue la mayor participación electoral en India, que las autoridades indias consideran como la fe del pueblo Naga en la democracia de la India.